# Cala Rafalet
Cala Rafalet és una petita cala verge situada al sud-est de Menorca. Pertany al terme municipal de Sant Lluís. La seva amplada és de 40 m i té una longitud de 10 m, la seva ocupació és mitjana.
S'hi pot arribar fàcilment des de S'Algar, per un camí que davalla per un petit barranc. El tram és fàcil de fer a peu, aproximadament 15 minuts. En canvi en bicicleta pot tenir sa seva dificultat. Fa poc també es pot arribar pel camí de Cavalls que uneix Trebalúger amb S'Algar o Alcaufar.
Un cop arribats a la cala, trobem un poc d'arena, i unes vistes espectaculars. La cala queda entre dos penya-segats. Quan bufa vent del sud o de l'oest, l'aigua està transparent i tranquil·la. Es poden veure molts peixos. Als penya-segats es poden veure xorics i falcons pelegrins.
És ideal per a la pràctica de BTT, submarinisme i senderisme.